# Quỳnh Châu
Quỳnh Châu là một xã thuộc Huyện Quỳnh Lưu tỉnh Nghệ An, Việt Nam.

## Địa lý
Xã Quỳnh Châu có vị trí địa lý:
- Phía đông giáp xã Ngọc Sơn và xã Quỳnh Tân
- Phía tây giáp xã Tân Sơn và thị xã Thái Hòa
- Phía nam giáp xã Quỳnh Tam và huyện Diễn Châu
- Phía bắc giáp xã Quỳnh Thắng và huyện Nghĩa Đàn.

Xã Quỳnh Châu có diện tích 49,64 km², dân số năm 2019 là 14.536 người, mật độ dân số đạt 293 người/km².

## Hành chính
Xã Quỳnh Châu được chia thành 16 xóm: 1, 2, 3, 4, 5, 6, 7, 8, 9, 10, 12, 18 Đông Hưng, Bá Ngọc, Hưng Tân (17), Tuần A, Tuần B.

## Giao thông
Đường bộ: Xã Quỳnh Châu có Quốc lộ 48 và Quốc lộ 48B chạy qua giao nhau ở Ngã 3 Tuần. Bên cạnh đó còn có tuyến đường Nhà máy dứa chạy từ Ga Tuần qua xóm 7 nối ra Quỳnh Thắng, tuyến đường 215 nối từ xóm Tuần B vào cổng Lữ đoàn 215.
Các tuyến đường thôn, liên thôn trong xã đều đã trải nhựa hoặc đổ bê tông, giúp cho người dân đi lại ngày càng thuận tiện.
Đường sắt: Nối thị trấn Cầu Giát với thị xã Thái Hòa có 1 ga tại xã Quỳnh Châu là ga Tuần, nằm ở vị trí giáp ranh giữa xóm 7 và xóm 9. Tuyến đường sắt đã dừng hoạt động vận tải hành khách từ năm 2006 và dừng hẳn từ năm 2012.